# Multitech MPF-1 Plus
Multitech MPF-1 Plus (MPF-1 Plus) је кућни рачунар фирме Multitech који је почео да се производи у Тајвану током 1982. године.
Користио је Z80 микропроцесорску јединицу а RAM меморија рачунара је имала капацитет од 4k (до 12k). 

## Детаљни подаци
Детаљнији подаци о рачунару MPF-1 Plus су дати у табели испод.
|                       |                                                           |
| [ 1 ]                 |                                                           |
| Произвођач            |                                                           |
| Тип                   | кућни рачунар                                             |
| Меморија              | 4k (до 12k)                                               |
| Поријекло             | Тајван                                                    |
| Година                | 1982                                                      |
| Тастатура             | QWERTY тастатура као код калкулатора, 49 тастера          |
| Процесор              |                                                           |
| Фреквенција процесора | 2,5                                                       |
| RAM                   | 4k (до 12k)                                               |
| ROM                   | од 8k до 16k                                              |
| Текст                 | 20 знакова x 1 линија. Вакуумски флуоресцентни показивач. |
| Графика               | нема                                                      |
| Боја                  | само плава                                                |
| Звук                  | мали звучник                                              |
| Димензије             | 1575 x 2230 x 160                                         |
| Портови               |                                                           |
| Оперативни систем     |                                                           |